# What If … (Album)
What If … ist das von Kevin Shirley produzierte siebte Studioalbum der US-amerikanischen Hard-Rock-Band Mr. Big. Es war das erste Studioalbum, das die Band nach ihrem Comeback, das sie 2009 mit dem Livealbum Back to Budokan gestartet hatte, aufnahm.

## Entstehung
Mr. Big war in den 1990er Jahren eine erfolgreiche Gruppe gewesen, der es mithilfe einiger radioorientiert geschriebener Titel gelungen war, ein breites Publikum anzusprechen und weltweite Bekanntheit zu erlangen. Ihre erfolgreichste Single war das auf ihrem zweiten Album Lean into It veröffentlichte Lied To Be with You, mit der die Gruppe 1991 jeweils Platz 1 der Charts in Deutschland, der Schweiz, Österreich und den Vereinigten Staaten erreichte – lediglich in Großbritannien reichte es nur zu Platz 3. Auch, wenn die Band später nicht mehr so hohe Chartplatzierungen erreichen konnte, wurden Stücke wie Just Take My Heart oder die Coverversion des Cat-Stevens-Songs Wild World zu bekannten Titeln der Gruppe. Bis zu ihrer Auflösung im Jahr 2002 hatte die Band sechs Studioalben veröffentlicht und dabei in Japan die größten Erfolge erzielt. Praktisch zu jedem Studioalbum war dort ein Livealbum veröffentlicht worden.
2009 entschlossen sich die Gründungsmitglieder der Gruppe zu einem Comebackversuch. Zu diesem Zweck brachte die Gruppe in Japan das Best-of-Album Next Time Around heraus und ging anschließend auf die gleichnamige Tournee, von der das Konzert vom 20. Juni 2009 im Nippon Budōkan (Tokio) vollständig aufgezeichnet und später unter dem Titel Back to Budokan auf CD und DVD veröffentlicht wurde. Die Band stellte auf dieser Tournee fest, dass die Chemie noch stimmte. Billy Sheehan sagte in einem Interview mit dem Magazin Rocks:

„Es hat uns allerdings selbst etwas überrascht, dass es nach all den Jahren immer noch einen gewissen Automatismus gibt, in den wir an bestimmten Stellen des Zusammenspiels schalten.“

Die Band entschied sich, ein neues Studioalbum aufzunehmen und traf sich drei Monate vor dem Aufnahmetermin, um Ideen auszutauschen und Songs zu schreiben. Dies funktionierte jedoch nicht, sodass die Gruppenmitglieder nur vier oder fünf Stunden konzentriert arbeiten konnte. Insgesamt trug die Band 124 Ideen zusammen, fertige Lieder hatten sich aber nicht ergeben.
Die Gruppe ging daher im September 2010 vollkommen unvorbereitet ins Studio und ließ das Album in einem „spontanen Fluss“ entstehen. Als Produzent fungierte Kevin Shirley, dessen Erfahrung mit Produktionen für The Black Crowes, Iron Maiden, Rush und Led Zeppelin ausschlaggebend dafür war, ihn auszuwählen. Für den Titel Undertow, der am 27. November 2010 als erste Single ausgekoppelt wurde, sowie den Song All the Way Up wurden Videoclips produziert.

## Cover
Als Hintergrund für das Albumcover von What If … wurde die bekritzelte Oberfläche eines Zeichentisches, auf dem ein Zirkel und ein Pinsel zu erkennen sind, gewählt. In der Mitte ist ein geflügeltes Schwein zu sehen, dessen Vorderbeine sich in der Luft befinden. Durch eine Unschärfe wird suggeriert, dass die Flügel in Bewegung sind und das Tier abheben wird. Oberhalb des Schweines ist das Logo der Band zu sehen, unterhalb des Tieres ist der aus Lettern unterschiedlicher Schrifttypen zusammengesetzte Albumtitel zu lesen.

## Erscheinungsformen
Das Album erschien in Europa am 21. Januar 2011 und war in drei Versionen erhältlich: Als einfache Audio-CD, als Digipak mit DVD und als Fanbox-Set mit CD, DVD, Vinyl-LP und Mauspad. Die DVD enthielt die oben genannten Videoclips und einen Film mit dem Titel The Making of What If …

## Rezeption
„Wild, sauscharf und bissig“, formulierte Rocks in seiner Rezension des Albums, und vergab fünf von sechs erreichbaren Punkten. 

„Dem neuen Studiowerk nach zu urteilen (dem ersten mit Gitarrengott Paul Gilbert seit 1996), haben sie dann gar nicht mehr aufgehört, Konzerte zu geben. What If … lässt weder Zweifel zu am Funktionieren dieser großartigen Musiker als Band, noch an der Aufrichtigkeit ihres Neustarts. Gleich mit dem treibenden ‚Undertow‘ gelingt ein bemerkenswertes Statement […] Ein ausgesprochen charmantes Comeback dieser extrem verkannten Hardrock-Formation. Der recht naturbelassene Sound von Kevin Shirley aber irritiert zumindest im von Gesangsspitzen durchsetzten ›All the way up‹ doch etwas.“

Rock Hard vergab 8 Punkte und meinte:

„Das ist doch mal ein gelungenes Reunion-Album! Nach der göttlichen Tour melden sich MR. BIG mit What If …? zurück und beantworten damit auch gleich die Frage ihrer Fans, die jahrelang rätselten, ob sich die Band wieder zusammenrauft und wie das Ergebnis klingen könnte. Jetzt wissen wir es: In der grandiosen Besetzung Martin/Sheehan/Gilbert/Torpey rockt die in Japan wie Helden verehrte Rockgruppe durch die schnellen Knaller American Beauty und Once Upon a Time, groovt durch frickelig-moderne Tracks wie Nobody Left To Blame und Still Ain’t Enough For Me´ oder tänzelt sanft durch Balladen wie Stranger In My Life. Mit All the Way Up ist ein internationaler Hit vorprogrammiert, während I Get the Feeling fast schon Lean into It-Spirit versprüht. Und über allem schwebt Eric Martins Gesang, der die ganze Bandbreite des ewig junggebliebenen Frontmanns zeigt.“

Das Album erreichte in Deutschland Platz 50 der Charts, in Großbritannien Platz 116, in Japan Platz 7.

## Titelliste
1. Undertow – 4:48
2. American Beauty – 3:44
3. Stranger in My Life – 4:25
4. Nobody Left to Blame – 4:19
5. Still Ain’t Enough for Me – 3:04
6. Once Upon a Time – 4:02
7. As Far as I Can See – 3:54
8. All the Way Up – 5:12
9. I Won’t Get in My Way – 4:39
10. Around the World – 3:51
11. I Get the Feeling – 4:34

Bonustracks
- Europa: Unforgiven – 4:15
- Japan: Kill me With a Kiss – 5:59 (Japan/Korea)